# Amasa (zoon van Abigaïl)

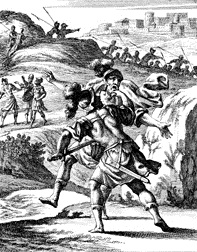
Houtsnede voorstellende de dood van Amasa

Amasa (De naam betekent "last" of "De Heer heeft gedragen") was volgens de Bijbel een legerleider in Davids leger. Hij was de enige zoon van de Ismaëliet Jetra en Abigaïl, een halfzus van David.
Amasa diende in de leger van David. Toen Davids zoon Absalom tegen hem in opstand kwam, stelde Absalom Amasa aan als legeroverste van Israël. Hij verving hiermee Joab, die David trouw bleef. Nadat de opstand was neergeslagen en Absalom gedood was, nam David Amasa weer in genade aan. Joab had Absalom tegen de expliciete orders van David in omgebracht en werd nu door David van zijn functie als legeroverste ontheven en vervangen door Amasa. Toen Seba, de zoon van Bichri, een nieuwe opstand tegen David leidde, droeg David hem op om binnen drie dagen een leger Judeeërs op de been te brengen. Toen Amasa na drie dagen nog niet terug was, stuurde David Joab en Abisai met dezelfde opdracht. Toen Joab en Amasa elkaar ontmoetten doodde Joab Amasa en nam hij zijn positie als legeroverste weer op zich. Joab was de zoon van Zerúja, de andere halfzus van David. Feitelijk wordt hij door zijn neef gedood. Later draagt David aan Salomo op Joab te doden. Ook de dood van Amasa is hiermee gewroken.